# Andreas Pereira
Andreas Hugo Hoelgebaum Pereira, noto come Andreas Pereira (Duffel, 1º gennaio 1996), è un calciatore belga naturalizzato brasiliano, centrocampista del Fulham e della nazionale brasiliana.

## Biografia
Nato a Duffel, in Belgio, quando il padre, Marcos Pereira, ex calciatore brasiliano giocava lì, la madre, invece, è belga di discendenza tedesca.
Ha giocato per le nazionali giovanili del Belgio (il Paese di nascita) e il Brasile (patria di suo padre).

## Caratteristiche tecniche
Di ruolo trequartista, può essere impiegato anche da seconda punta e da ala. Giocatore ambidestro, è abilissimo nello stretto, nel dribbling e sui calci piazzati.

## Carriera

### Club

#### PSV e Manchester United
Ha iniziato la sua carriera con la vicina Lommel United. All'età di nove anni, entra a far parte del PSV e nel novembre 2011 firma per il Manchester United, scoperto da Sir Alex Ferguson. Ha fatto il suo esordio da professionista con lo United il 26 agosto 2014, in occasione della gara di Football League Cup persa 4-0 contro il Milton Keynes Dons. L'esordio in Premier League avviene il 15 marzo 2015 in occasione della vittoria per 3-0 sul Tottenham, in cui subentra al 77' a Juan Manuel Mata. In seguito ha esordito nella Coppa di Lega contro l'Ipswich Town segnando il secondo gol della partita. A fine stagione viene eletto miglior Under-21 del Manchester United. La stagione successiva fa il suo esordio in Champions League contro il  Wolfsburg.

#### Prestiti a Granada e Valencia
Nel 2016 passa in prestito al Granada disputando una buona stagione e mettendo a segno 5 gol in Liga.
L'anno dopo passa al Valencia, sempre in prestito. Segna l’unico gol, nella vittoria esterna contro il Betis all’8ª giornata di campionato realizzando il sesto gol che chiude la partita.

#### Manchester United
Terminato il prestito a Valencia torna a Manchester. Segna il suo primo gol in Premier League nella partita vinta 3-2 contro il Southampton. L'11 agosto 2019, inizia la nuova stagione con la vittoria per 4-0 contro il Chelsea, nella quale fornisce l'assist ad Anthony Martial per il secondo gol. Il 10 novembre 2019, segna il suo primo gol della stagione nella vittoria casalinga per 3-1 contro il Brighton. Nella trasferta di Europa League contro il LASK segna il suo primo gol europeo. Complessivamente in due stagioni mette insieme 40 presenze e 2 gol, deludendo le aspettative.

#### Prestiti a Lazio e Flamengo

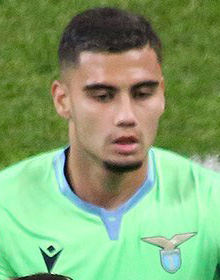
Pereira alla nel 2020.

Il 2 ottobre 2020 passa in prestito con diritto di riscatto fissato a 27 milioni di euro alla Lazio. Debutta con i biancocelesti il 24 ottobre seguente nei minuti finali di Lazio-Bologna 2-1. Nella sfida successiva di campionato, vinta 3-4 in casa del Torino, realizza la sua prima rete con la maglia biancoceleste. Quella è stata anche la sua ultima rete con il club, con cui ha trovato poco spazio nell'arco della stagione.
Il 18 agosto 2021 viene ceduto ai brasiliani del Flamengo, sempre in prestito dal Manchester Utd. Nella finale della Coppa Libertadores 2021 commette un errore decisivo che causa la sconfitta del club rosso-nero contro i connazionali del Palmeiras.

#### Fulham
L'11 luglio 2022 viene ceduto a titolo definitivo al Fulham.

### Nazionale
Dopo aver rappresentato il Belgio a livelli giovanili, partecipando anche alle Qualificazioni agli europei Under-17 2013, è stato convocato dal Brasile per disputare i Mondiali Under-20 2015. Il 20 giugno realizza la rete del momentaneo pareggio nella finale contro la Serbia, che non basterà ad evitare la sconfitta ai sudamericani per 2-1 ai supplementari.
Il 12 settembre 2018 ha debuttato con la Nazionale maggiore brasiliana nell'amichevole vinta per 5-0 contro El Salvador; giocando è diventato il primo giocatore a disputare una partita con la Seleção pur essendo nato fuori dal paese sudamericano, 100 anni dopo Francesco Police, che era stato l'ultimo a riuscire in tale impresa.
Dopo quell'esordio esce dal giro della nazionale, tornando a farne parte nel marzo 2024. L'8 giugno 2024 realizza la sua prima rete per la massima selezione brasiliana nell'amichevole vinta 3-2 contro il Messico.

## Statistiche

### Presenze e reti nei club
Statistiche aggiornate all'11 maggio 2024.
| Stagione              | Squadra               | Campionato            | Campionato | Campionato | Coppe nazionali | Coppe nazionali | Coppe nazionali | Coppe continentali | Coppe continentali | Coppe continentali | Altre coppe | Altre coppe | Altre coppe | Totale | Totale |
| Stagione              | Squadra               | Comp                  | Pres       | Reti       | Comp            | Pres            | Reti            | Comp               | Pres               | Reti               | Comp        | Pres        | Reti        | Pres   | Reti   |
| --------------------- | --------------------- | --------------------- | ---------- | ---------- | --------------- | --------------- | --------------- | ------------------ | ------------------ | ------------------ | ----------- | ----------- | ----------- | ------ | ------ |
| 2014-2015             | Manchester Utd        | PL                    | 1          | 0          | FACup+CdL       | 0+1             | 0               | -                  | -                  | -                  | -           | -           | -           | 2      | 0      |
| 2015-2016             | Manchester Utd        | PL                    | 4          | 0          | FACup+CdL       | 2+2             | 0+1             | UCL+UEL            | 1+2                | 0                  | -           | -           | -           | 11     | 1      |
| 2016-2017             | Granada               | PD                    | 35         | 5          | CR              | 2               | 0               | -                  | -                  | -                  | -           | -           | -           | 37     | 5      |
| 2017-2018             | Valencia              | PD                    | 23         | 1          | CR              | 6               | 0               | -                  | -                  | -                  | -           | -           | -           | 29     | 1      |
| 2018-2019             | Manchester United     | PL                    | 15         | 1          | FACup+CdL       | 3+0             | 0               | UCL                | 4                  | 0                  | -           | -           | -           | 22     | 1      |
| 2019-2020             | Manchester United     | PL                    | 25         | 1          | FACup+CdL       | 4+5             | 0               | UEL                | 6                  | 1                  | -           | -           | -           | 40     | 2      |
| Totale Manchester Utd | Totale Manchester Utd | Totale Manchester Utd | 45         | 2          |                 | 17              | 1               |                    | 13                 | 1                  |             | -           | -           | 75     | 4      |
| 2020-2021             | Lazio                 | A                     | 23         | 1          | CI              | 2               | 0               | UCL                | 5                  | 0                  | -           | -           | -           | 30     | 1      |
| 2021                  | Flamengo              | A/RJ+A                | 0+18       | 0+5        | CB              | 3               | 0               | CL                 | 3                  | 0                  | SB          | 0           | 0           | 24     | 5      |
| 2022                  | Flamengo              | A/RJ+A                | 8+13       | 0+2        | CB              | 1               | 0               | CL                 | 7                  | 1                  | SB          | 0           | 0           | 28     | 3      |
| Totale Flamengo       | Totale Flamengo       | Totale Flamengo       | 8+31       | 7          |                 | 4               | 0               |                    | 10                 | 1                  |             | 0           | 0           | 52     | 8      |
| 2022-2023             | Fulham                | PL                    | 33         | 4          | FACup+CdL       | 5+0             | 1+0             | -                  | -                  | -                  | -           | -           | -           | 38     | 5      |
| 2023-2024             | Fulham                | PL                    | 37         | 3          | FACup+CdL       | 2+5             | 0               | -                  | -                  | -                  | -           | -           | -           | 44     | 3      |
| Totale Fulham         | Totale Fulham         | Totale Fulham         | 70         | 7          |                 | 11              | 1               |                    | -                  | -                  |             | -           | -           | 82     | 8      |
| Totale carriera       | Totale carriera       | Totale carriera       | 235        | 23         |                 | 43              | 3               |                    | 28                 | 2                  |             | 0           | 0           | 311    | 27     |

### Cronologia presenze e reti in nazionale
| Cronologia completa delle presenze e delle reti in nazionale ― Brasile | Cronologia completa delle presenze e delle reti in nazionale ― Brasile | Cronologia completa delle presenze e delle reti in nazionale ― Brasile | Cronologia completa delle presenze e delle reti in nazionale ― Brasile | Cronologia completa delle presenze e delle reti in nazionale ― Brasile | Cronologia completa delle presenze e delle reti in nazionale ― Brasile | Cronologia completa delle presenze e delle reti in nazionale ― Brasile | Cronologia completa delle presenze e delle reti in nazionale ― Brasile |
| Data                                                                   | Città                                                                  | In casa                                                                | Risultato                                                              | Ospiti                                                                 | Competizione                                                           | Reti                                                                   | Note                                                                   |
| ---------------------------------------------------------------------- | ---------------------------------------------------------------------- | ---------------------------------------------------------------------- | ---------------------------------------------------------------------- | ---------------------------------------------------------------------- | ---------------------------------------------------------------------- | ---------------------------------------------------------------------- | ---------------------------------------------------------------------- |
| 12-9-2018                                                              | Landover                                                               | Brasile                                                                | 5 – 0                                                                  | El Salvador                                                            | Amichevole                                                             | -                                                                      | 70’                                                                    |
| 23-3-2024                                                              | Londra                                                                 | Inghilterra                                                            | 0 – 1                                                                  | Brasile                                                                | Amichevole                                                             | -                                                                      | 71’                                                                    |
| 26-3-2024                                                              | Madrid                                                                 | Spagna                                                                 | 3 – 3                                                                  | Brasile                                                                | Amichevole                                                             | -                                                                      | 46’ 85’                                                                |
| 8-6-2024                                                               | College Station                                                        | Messico                                                                | 2 – 3                                                                  | Brasile                                                                | Amichevole                                                             | 1                                                                      | 61’                                                                    |
| 12-6-2024                                                              | Orlando                                                                | Stati Uniti                                                            | 1 – 1                                                                  | Brasile                                                                | Amichevole                                                             | -                                                                      | 65’                                                                    |
| 28-6-2024                                                              | Paradise                                                               | Paraguay                                                               | 1 – 4                                                                  | Brasile                                                                | Coppa America 2024 - 1º turno                                          | -                                                                      | 79’                                                                    |
| 2-7-2024                                                               | Santa Clara                                                            | Brasile                                                                | 1 – 1                                                                  | Colombia                                                               | Coppa America 2024 - 1º turno                                          | -                                                                      | 46’                                                                    |
| 6-7-2024                                                               | Paradise                                                               | Uruguay                                                                | 0 – 0 (4 – 2 dtr)                                                      | Brasile                                                                | Coppa America 2024 - Quarti di finale                                  | -                                                                      | 81’                                                                    |
| 15-10-2024                                                             | Brasília                                                               | Brasile                                                                | 4 – 0                                                                  | Perù                                                                   | Qual. Mondiali 2026                                                    | 1                                                                      | 69’                                                                    |
| 5-6-2025                                                               | Guayaquil                                                              | Ecuador                                                                | 0 – 0                                                                  | Brasile                                                                | Qual. Mondiali 2026                                                    | -                                                                      | 90+2’                                                                  |
| Totale                                                                 |                                                                        | Presenze                                                               | 10                                                                     |                                                                        | Reti                                                                   | 2                                                                      |                                                                        |

## Palmarès

### Club

#### Competizioni nazionali
- Coppa d'Inghilterra: 1

Manchester United: 2015-2016